# Tomaž Gantar
Tomaž Gantar (* 21. března 1960 Koper) je slovinský politik.

## Životopis
Narodil se v Koperu, v roce 1987 absolvoval Lékařskou fakultu Univerzity v Lublani, v roce 1994 získal specializaci v oboru urologie. V roce 1995 se stal soudním znalcem v oboru chirurgie. Od roku 1998 pracoval v izolské nemocnici, jejímž ředitelem byl v letech 1999 až 2004. V roce 2002 byl jako nezávislý kandidát zvolen v komunálních volbách členem koperské městské rady. Od roku 2004 byl vedoucím kanceláře koperského župana Borise Popoviče, toho po volbách v roce 2006 ve funkci vystřídal. Po prohře v dalších komunálních volbách, v roce 2010, se vrátil do funkce vedoucího kanceláře. V předčasných volbách v prosinci 2011 kandidoval na kandidátce DeSUSu, ale do Státního shromáždění nebyl zvolen.
V únoru 2012 se stal ministrem zdravotnictví.